# وینسنت لوکاچ
وینسنت لوکاچ (اسلواکی: Vincent Lukáč؛ زادهٔ ۱۴ فوریهٔ ۱۹۵۴) بازیکن هاکی روی یخ اهل چکسلواکی است.